# Jardinero

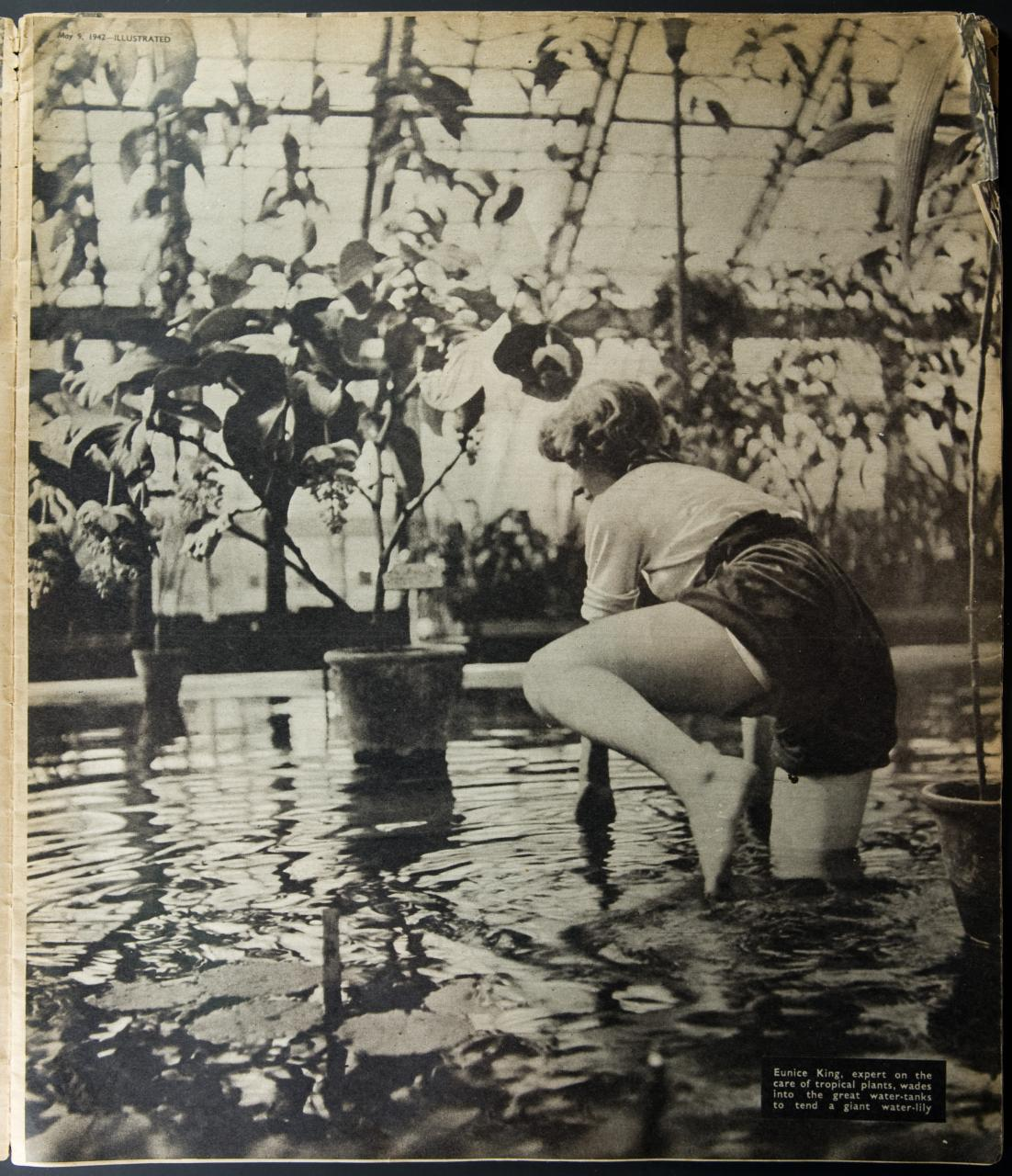
Mujer trabajando en un jardín acuático.

Jardinero o jardinera es la persona que tiene por ocupación u oficio el cuidado y mantenimiento de un jardín.  

## Descripción
Entre las ocupaciones de los jardineros se encuentran la conservación de semillas o bulbos dentro del semillero; el cultivo de flores y plantas hasta que tengan la buena edad suficiente para ser trasplantadas al suelo de un jardín. Estas primeras actividades suelen realizarse bajo cubierto, en el  invernadero, pero también pueden realizarse en terrenos habilitados en el exterior. 
Los jardineros también se ocupan de la preparación y el tratamiento de la tierra en la que deben ser colocadas, la poda, los injertos, la retirada de flores y plantas muertas y su sustitución por otras, la mezcla y preparación de insecticidas y otros productos para el tratamiento de plagas o abono del jardín. En el jardín, plantan las flores y otras plantas según el programa establecido atendiendo a criterios estéticos. Además, preparan los terrones o la hierba artificial

## Herramientas básicas

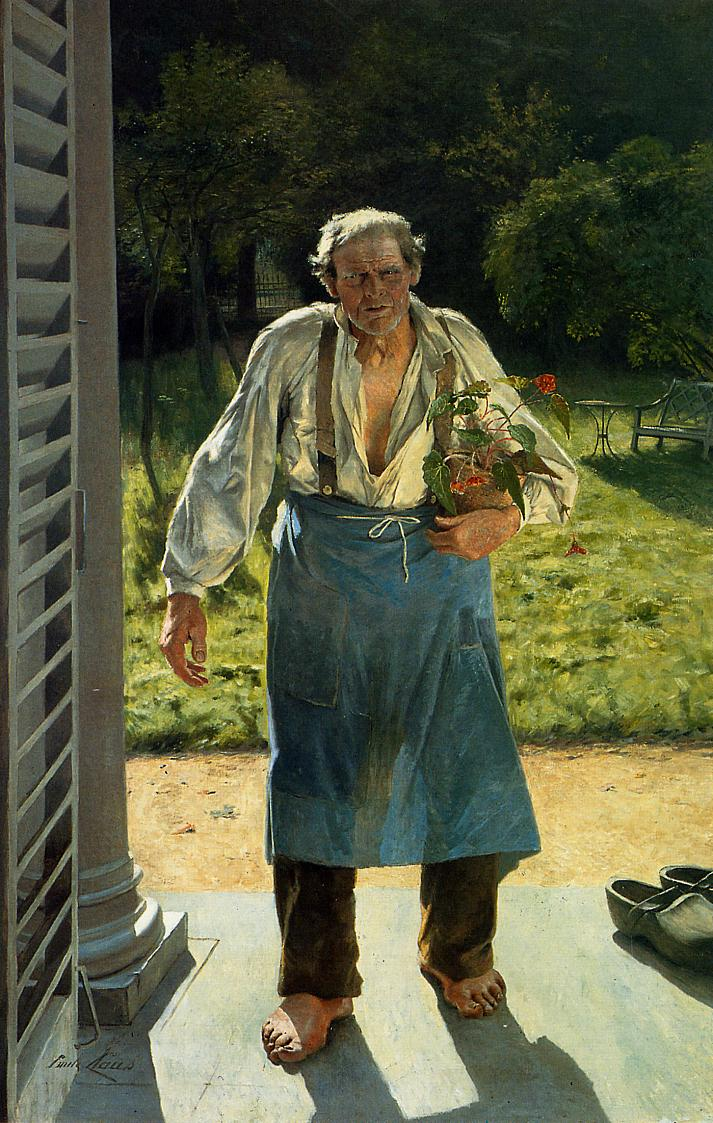
El viejo jardinero (Emile Claus)

- rastrillos, utilizados para preparar el terreno
- palas, utilizadas para retirar la tierra
- azadas, de diferentes tamaños, sirven para horadar la tierra
- escoba de jardinero, se usa para retirar los desperdicios generados en el trabajo
- raederas, sirve para quitar malas hierbas
- cortacésped, máquina eléctrica que corta el césped y lo almacena en un recipiente[2]
- soplahojas, máquina que proyecta aire para retirar desechos de hierba y hojas
- escarificadora, máquina que recoge el fieltro del suelo que no recoge el cortacésped.